# Marugán
Marugán – gmina w Hiszpanii, w prowincji Segowia, w Kastylii i León, o powierzchni 28,99 km². W 2011 roku gmina liczyła 666 mieszkańców.